# آيت وضيل (سيدي الجزولي)
آيت وضيل هي إحدى مشيخات المملكة المغربية، تتبع جغرافيا لإقليم الصويرة وإداريًا لسيدي الجزولي. يقدر عدد سكانها بـ 2784 نسمة حسب الإحصاء الرسمي للسكان والسكنى لسنة 2004.